# Redemption (Band)
Redemption ist eine US-amerikanische Progressive-Metal-/Power-Metal-Band.
Die Band besteht aus ehemaligen und jetzigen Mitgliedern von Fates Warning und Prymary. Frühere Besetzungen bestanden auch teilweise aus Mitgliedern von Symphony X und Steel Prophet.

## Geschichte
Geführt vom Gitarristen Nick van Dyk sang ursprünglich Rick Mythiasin bei der Band, während Bernie Versailles von Agent Steel Gitarre und Jason Rullo Schlagzeug spielte. Michel Romeo war für die symphonischen Arrangements verantwortlich. Mythiasin verließ die Band 2003, weshalb Corey Brown von Magnitude 9 beitrat. Er sang bei Liveauftritten der Band, bis Ray Alder von Fates Warning, der auch schon ein Lied auf dem Debütalbum eingesungen hatte, zustimmte, Redemptions Sänger zu werden. Das erste Album, auf dem er als Sänger mitwirkte, war The Fullness of Time von 2005.
Die Band begleitete zuletzt Dream Theater auf ihrer U.S. Systematic Chaos Tour zum Support ihres 2007 erschienenen Albums, The Origins of Ruin. Im März 2009 wurde eine Live-CD/DVD veröffentlicht, betitelt mit Frozen in the Moment. Ende September im selben Jahr erschien das vierte Studioalbum, Snowfall on Judgement Day in Europa, am 6. Oktober in Nordamerika.

## Diskografie

### Studioalben
Chartplatzierungen

| Jahr | Titel                         | Höchstplatzierung, Gesamtwochen, AuszeichnungChartplatzierungen (Jahr, Titel, Platzierungen, Wochen, Auszeichnungen, Anmerkungen) | Höchstplatzierung, Gesamtwochen, AuszeichnungChartplatzierungen (Jahr, Titel, Platzierungen, Wochen, Auszeichnungen, Anmerkungen) | Höchstplatzierung, Gesamtwochen, AuszeichnungChartplatzierungen (Jahr, Titel, Platzierungen, Wochen, Auszeichnungen, Anmerkungen) | Höchstplatzierung, Gesamtwochen, AuszeichnungChartplatzierungen (Jahr, Titel, Platzierungen, Wochen, Auszeichnungen, Anmerkungen) | Anmerkungen |
| Jahr | Titel                         | DE | AT | CH | US | Anmerkungen |
| ---- | ----------------------------- | --- | --- | --- | --- | ----------- |
| 2018 | Long Night’s Journey into Day | DE69 (1 Wo.)DE | — | CH34 (1 Wo.)CH | — |             |
| 2023 | I Am the Storm                | — | — | CH90 (1 Wo.)CH | — |             |

Weitere Studioalben
- Redemption (2003, Sensory Records)
- The Fullness of Time (2005, Sensory Records)
- The Origins of Ruin (2007, InsideOut Music)
- Snowfall on Judgment Day (2009, InsideOut Music)
- This Mortal Coil (2011, InsideOut Music)
- The Art of Loss (2016, Metal Blade Records)
- Long Night’s Journey Into Day (2018, Metal Blade Records)
- I Am The Storm (2023, AFM Records)

### Livealben
- Frozen in the Moment - Live in Atlanta (2009, InsideOut Music)
- Live from the Pit (2014, Sensory Records)

### Videoalben
- Frozen in the Moment – Live in Atlanta (2009)
- Live from the Pit (2014)